# Елдред Тауншип (округ Маккін, Пенсільванія)
Елдред Тауншип (англ. Eldred Township) — селище (англ. township) в США, в окрузі Маккін штату Пенсільванія. Населення — 1394 особи (2020).

## Демографія
Згідно з переписом 2010 року, у селищі мешкали 1592 особи в 635 домогосподарствах у складі 459 родин. Було 764 помешкання
Расовий склад населення:
| - 98,8 % — білих - 0,4 % — корінних американців - 0,2 % — азіатів - 0,1 % — чорних або афроамериканців |

До двох чи більше рас належало 0,5 %. Частка іспаномовних становила 0,7 % від усіх жителів.
За віковим діапазоном населення розподілялося таким чином: 21,7 % — особи молодші 18 років, 61,7 % — особи у віці 18—64 років, 16,6 % — особи у віці 65 років та старші. Медіана віку мешканця становила 44,0 року. На 100 осіб жіночої статі у селищі припадало 101,3 чоловіків;  на 100 жінок у віці від 18 років та старших — 101,0 чоловіків також старших 18 років.
Середній дохід на одне домашнє господарство  становив 63 570 доларів США (медіана — 49 688), а середній дохід на одну сім'ю — 64 005 доларів (медіана — 57 150). Медіана доходів становила 46 205 доларів для чоловіків та 32 772 долари для жінок. За межею бідності перебувало 14,0 % осіб, у тому числі 17,2 % дітей у віці до 18 років та 9,3 % осіб у віці 65 років та старших.
Цивільне працевлаштоване населення становило 719 осіб. Основні галузі зайнятості: освіта, охорона здоров'я та соціальна допомога — 29,5 %, виробництво — 25,7 %, роздрібна торгівля — 8,5 %, будівництво — 8,1 %.